# Bill Peet
William Bartlett Peet, född Peed 29 januari 1915 i Grandview, Indiana, död 11 maj 2002 i Studio City, Kalifornien, var en amerikansk barnboksillustratör samt även manusförfattare och animatör som jobbade för Walt Disney Animation Studios. Han var involverad i flera Disneyfilmer, däribland Snövit och de sju dvärgarna, Djungelboken och Pongo och de 101 dalmatinerna.
Peet ligger begravd i Forest Lawn Memorial Park i Hollywood Hills i Los Angeles.